# ترانسیتور

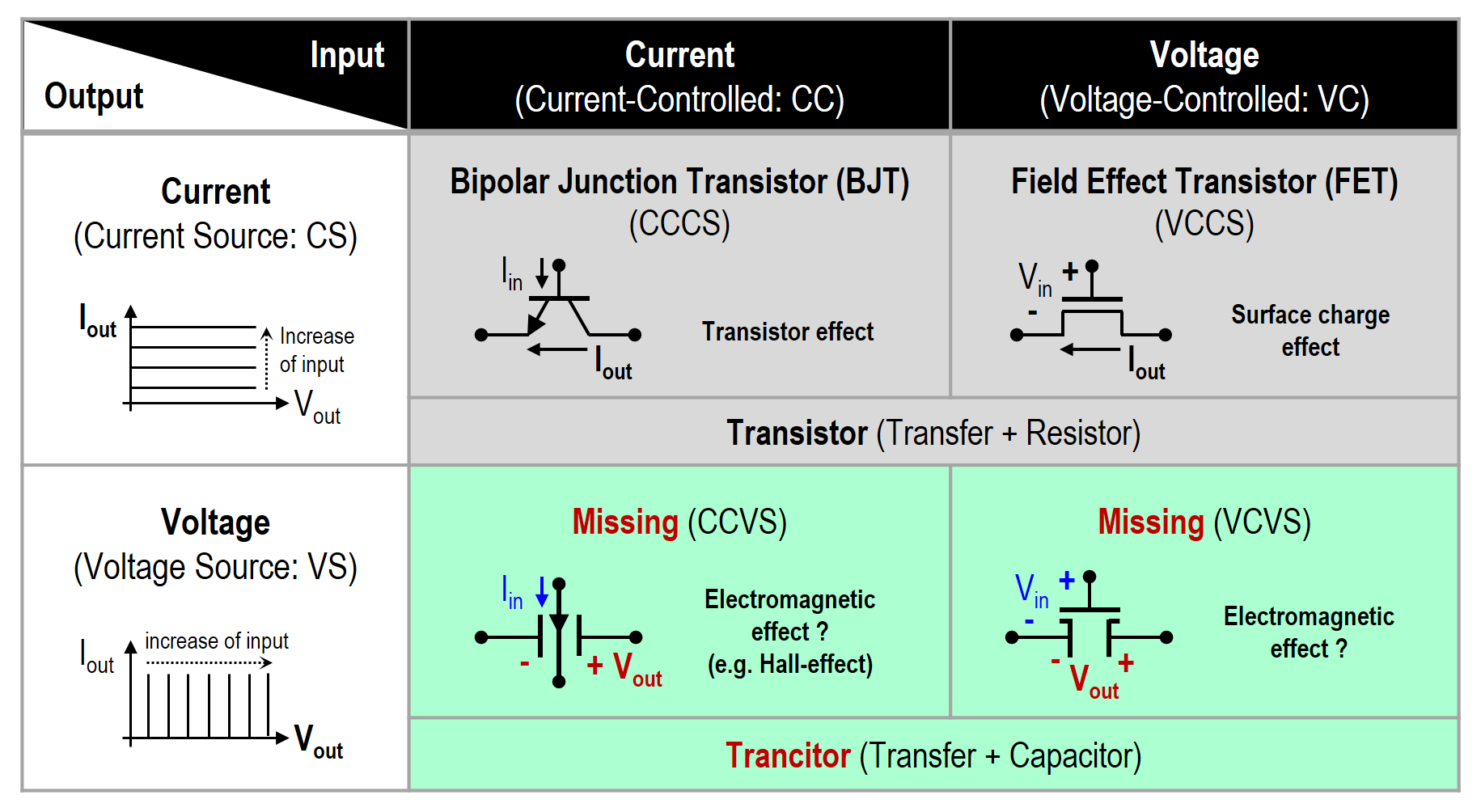
یک فهرست نظری از افزاره‌های فعال ابتدایی که از ۴ ترکیب ممکن از جریان و ولتاژ در ورودی و خروجی استنتاج شده است.

ترانسیتور (به انگلیسی: trancitor) تلفظ فارسی: [تِرَانْسیتُور] یا تراخازن به عنوان کلمه ترکیبی «انتقال-خازن» (به انگلیسی: transfer-capacitor) باید به عنوان یکی دیگر از رسته‌های افزارهٔ فعال درکنار ترانزیستور به عنوان «انتقال-مقاومت» (به انگلیسی: transfer-resistor) در نظر گرفته شود. همان‌طور که در جدول نشان داده شده مشاهده می‌شود، چهار نوع افزاره فعال به صورت نظری استنباط می‌شوند. در میان آنها، ترانسیتورها به عنوان نوع سوم و چهارم وجود ندارند، در حالی که ترانزیستورها، مانند ترانزیستور پیوند دوقطبی (BJT) و ترانزیستور اثر میدانی (FET)، قبلاً به عنوان نوع اول و دوم اختراع شده بودند. برخلاف ترانزیستور که جریان را در خروجی خود (یعنی به‌صورت یک منبع جریان) سوئیچ می‌کند، ترانسیتور ورودی خود را به خروجی ولتاژی (یعنی به‌صورت یک منبع ولتاژ) منتقل می‌کند، بنابراین یک رابطه وارون با یکدیگر دارند.

## تاریخچه
اصطلاح ترانسیتور و مفهوم آن اولین بار توسط سونگسیک لی، استاد گروه مهندسی الکترونیک، دانشگاه ملی پوسان، کره جنوبی، از طریق مقاله خود با عنوان یک افزاره فعال گمشده — ترانسیتور برای نگرش جدیدی از الکترونیک، در آرکایو آپلود شده در ۳۰ آوریل ۲۰۱۸، و در ۲۳ اوت ۲۰۱۸ در آی‌تریپل‌ئی اکسِس منتشر شده است. و ویدئوی تکمیلی نیز منتشر شد. این داستان برای اولین بار توسط بازنمایی فناوری ام‌آی‌تی در ۲۳ مه ۲۰۱۸ با عنوان یکی دیگر از اجزای «گُمشده» می‌تواند الکترونیک را متحول کند، ارائه شد. از آن زمان، توسط بسیاری از رسانه‌ها و جوامع اینترنتی دیگر توزیع و مورد بحث قرار گرفته است.